# Basa-hegy
A Basa-hegy, helyi szlovák népnyelvi nevén Basina egy 386 méteres magaslat a Pilis Komárom-Esztergom vármegyei részén, Piliscsév területén, alig néhány száz méterre nyugatra a megye keleti határától. Aránylag kis alapterületű hegy a Pilis tömbje, illetve a pilisi hegylánc fő tömege, valamint a Zajnát-hegyek közé beékelődve. A Pilis egyik déli előhegyének tekinthető, déli szomszédai a Fésű-hegy és a Bárány-hegy; kelet és nyugat felől lankásabb területek határolják.
A hegy tömbjében található a Csévi-barlang. Csúcsától északra húzódik egy sárga turistajelzés, amely Pilisvörösvár központjától, az Őr-hegy és a Zajnát-hegyek érintésével Klastrompusztán és Pilisszentléleken keresztül Esztergomig vezet. A csúcstól nyugatra húzódik a Basina-völgy, amelyben egy sárga kör és egy piros kör turistajelzés útvonala halad, mindkettő célpontja a völgyben fakadó Eszperantó-forrás.
A hegy térségét távlati fejlesztési tervek is érintik, mivel a 10-es főút tehermentesítésére elképzelt tervek túlnyomó többségében a majdani M10-es út valahol e hegytömb közelében, a terepviszonyokat is figyelembe véve nyilvánvalóan tőle délre haladna el.

## Képgaléria

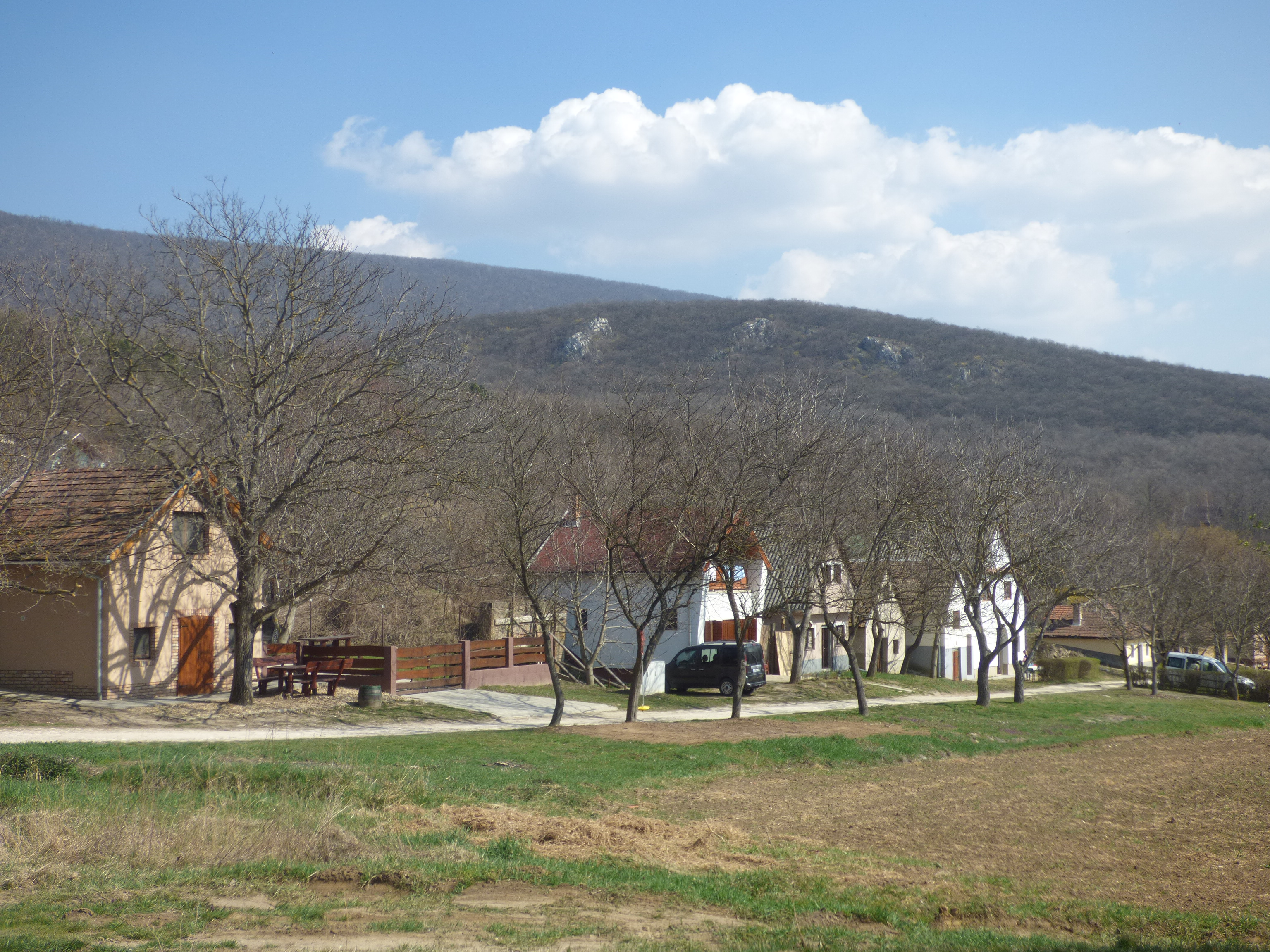
A Basa-hegy a piliscsévi pincesor egy részével
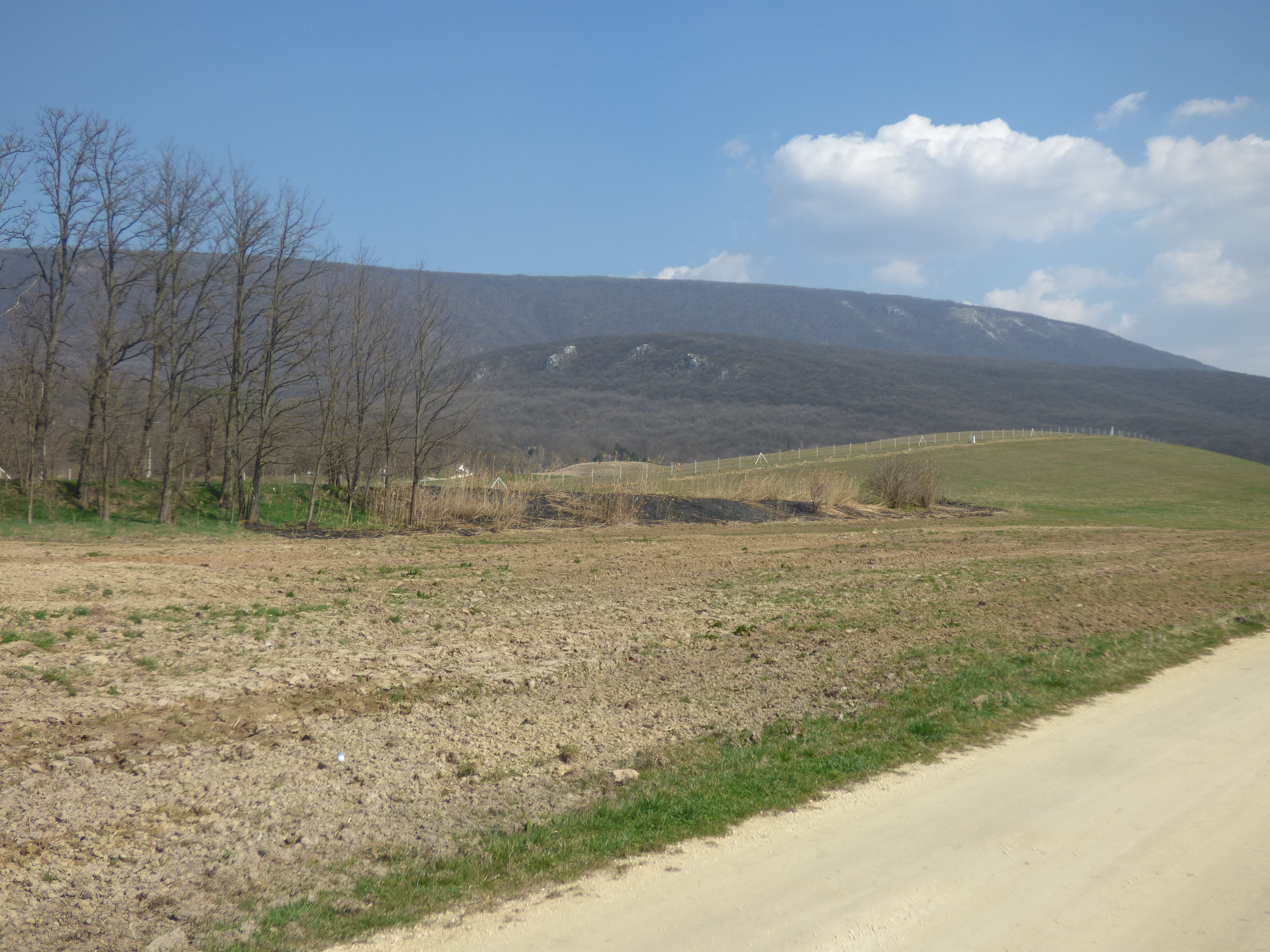
A Basa-hegy Piliscsév felől nézve, háttérben a Pilis
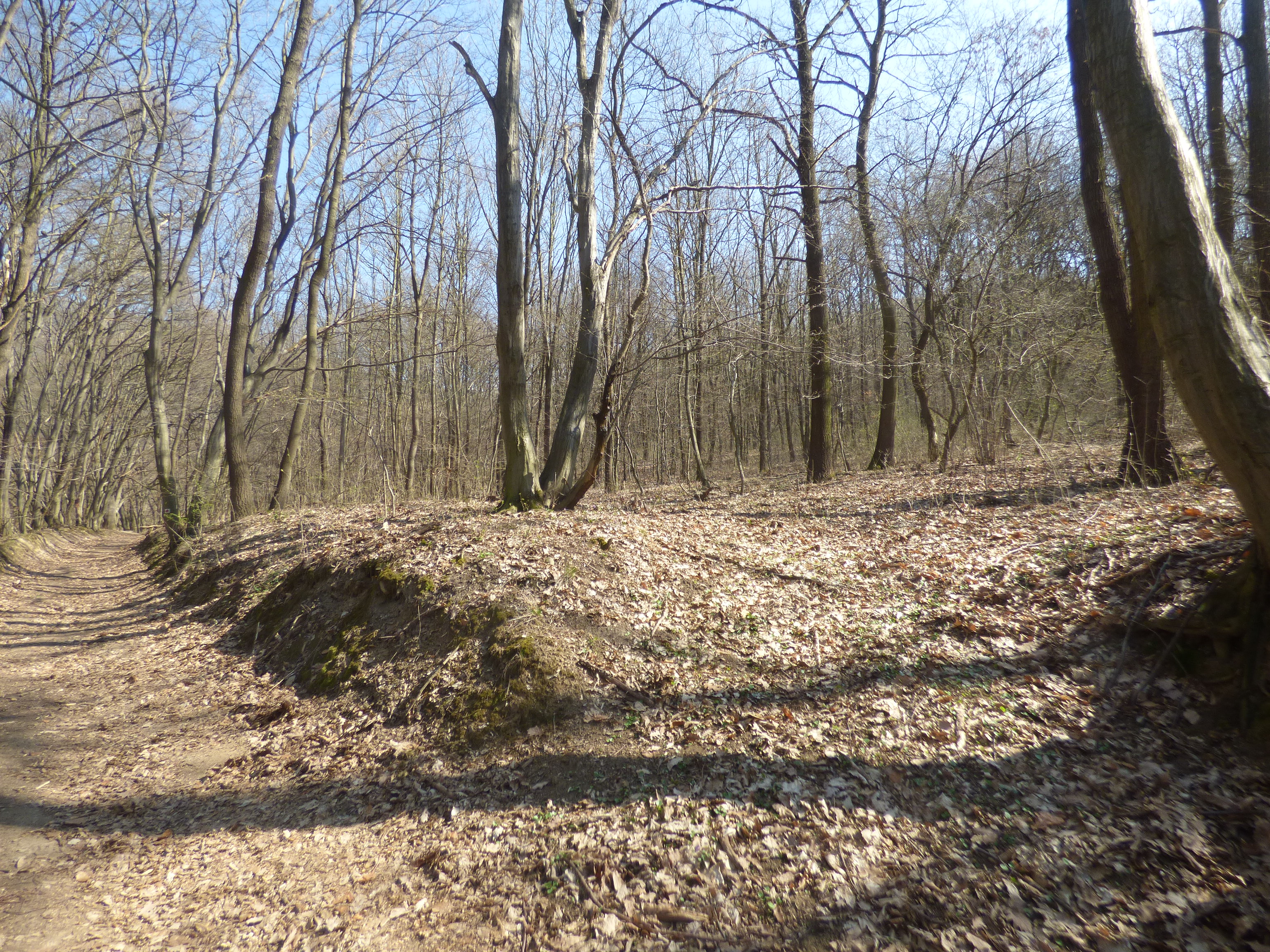
Erdőrészlet a Basa-hegy oldalában